# Universidad Nacional de Colombia sede Palmira
La Universidad Nacional de Colombia sede Palmira es una universidad pública colombiana, sede de la Universidad Nacional de Colombia, ubicada en la ciudad de Palmira, Valle del Cauca. Fue establecida en 1946, al incorporar la Facultad de la Escuela Superior de Agricultura Tropical a la Universidad.

### Programas académicos y facultades
Actualmente la sede cuenta con dos facultades, la Facultad de Ingeniería y Administración y la Facultad de Ciencias Agropecuarias desde donde se ofertan los diferentes programas curriculares. En total la sede tiene siete programas de pregrado, tres programas de doctorado y siete programas de maestría.

##### Facultad Ciencias Agropecuarias
- Pregrado 
  - Ingeniería agronómica
  - Zootecnia
  - Medicina Veterinaria
- Maestrías
  - Maestría en Ciencias Biológicas
  - Maestría en Ciencias Agrarias
  - Maestría en Gestión y Desarrollo Rural
- Doctorados
  - Doctorado en Ciencias Agrarias
  - Doctorado en Agroecología

##### Facultad Ingeniería y Administración
- Pregrado
  - Administración de Empresas
  - Diseño Industrial
  - Ingeniería Agrícola
  - Ingeniería Agroindustrial
  - Ingeniería Ambiental
- Maestrías
  - Maestría en Administración
  - Maestría en Ingeniería Agroindustrial
  - Maestría en Ingeniería Ambiental
  - Maestría en Enseñanza de las Ciencias Exactas y Naturales
- Doctorados
  - Doctorado en Ciencia y Tecnología de Alimentos

### El campus
En la actualidad la Sede cuenta con un campus principal de once hectáreas ubicado en el barrio Chapinero al sur de la ciudad de Palmira, Valle del Cauca y un espacio dedicado al área de bienestar universitario al otro lado de la calle. Todo el campus se caracteriza por albergar distintas especies de árboles con más de cuarenta años de antigüedad y es casa de algunas especies de fauna. En general, se considera que el campus de la Sede palmira es uno de los pulmones del municipio, título que comparte con el Bosque municipal.

##### Edificios
En el campus principal se encuentran la torre administrativa, donde están las dependencias de apoyo y administración de la sede y las facultades; el Auditorio Hernando Patiño Cruz, principal escenario del Campus y uno de los principales auditorios de la ciudad; el Edificio Ciro Molina Garcés, sitio de interés histórico diseñado por Leopoldo Rother; la biblioteca y el edificio de posgrados; el edificio de aulas y cubículos; el edificio de operaciones unitarias; el edificio 25, donde funcionan dos auditorios y varias de las oficinas de profesores y distintos laboratorios entre los que destacan los del área de Zootecnia e invernaderos. En este mismo campus se encuentra la cancha de futbol principal de la Sede, el parque La palabra que es el sitio de reunión de los estudiantes y el Ovalo Central como sitios de interés para toda la comunidad universitaria.
En el frente del campus se encuentra el complejo de bienestar universitario. Este cuenta con dos edificios en funcionamiento. El primero es el gimnasio universitario. El segundo es el de salud estudiantil. En la actualidad se encuentra en construcción un tercer edificio, cuya obra inició en marzo de 2021, que se proyecta estará destinado a las oficinas de bienestar universitario y al área de cultura. En estos mismos terrenos se encuentran algunas canchas multiproposito y el parqueo de motocicletas.

##### Otras instalaciones
Adicional a su campus principal, la sede Palmira cuenta con otras instalaciones que están al servicio de la comunidad universitaria y la comunidad en general. Se trata de laboratorios y reservas forestales que sirven para el cumplimiento de sus objetivos misionales.
- Reserva Natural Forestal Bosque de Yotoco

Centro de investigación ubicado en el municipio de Yotoco, Valle del Cauca. Cuenta con más de quinientas hectáreas dedicadas a la conservación de especies de fauna y flora. Es un espacio abierto al público donde se realizan diversos estudios y actividades de educación ambiental. Se estima que desde esta reserva se genera el agua que abastece al municipio de Yotoco y diez acueductos veredales.
- Centro Experimental Universidad Nacional de Colombia – Sede Palmira (Ceunp)

Ubicado en el municipio de Candelaria, Valle del Cauca, el CEUNP es un centro de investigación agropecuario de más de tres hectáreas adscrito a la Facultad de Ciencias Agropecuarias.
- Laboratorio Agropecuario Mario González Aranda

Conocido coloquialmente como la Granja, el laboratorio agropecuario Mario González Aranda se encuentra a un kilómetro del campus principal de la Sede. Es un centro experimental en producción animal activo desde el año 1976. La granja cuenta con más de tres hectáreas donde se ubican laboratorios y áreas de producciónde forrajes, conservación de fauna y flora. Es el principal lugar de práctica de los estudiantes de Zootecnia.
- Herbario Jose Cuatrecasas Arumí

Museo de muestras botánicas que cuenta con más de 20.000 ejemplares recolectadas desde el año 1927 por el botánico español Josep Cuatrecasas y Arumí. El Herbario se encuentra ubicado en el Edificio Ciro Molina Garcés del Campus principal. 
- Museo Entomológico

Musueo de insectos de la Universidad Nacional de Colombia Sede Palmira. Su colección, de más de 25 mil especímenes, ha sido recolectada por más de 60 años por los estudiantes de Ingeniería Agronómica en todo el territorio nacional. Se encuentra ubicado en el Edificio Ciro Molina Garcés del Campus principal.
- Museo de Suelos Ciro Molina Garcés

Es el segundo museo de suelos de Colombia. Exhibe 20 perfiles de suelos y tiene una amplia colección de rocas y minerales. Su principal propósito es la de inculcar la utilización responsable del suelo y mitigar su deterioro. Sus muestras provienen de diferentes lugares del país. Se encuentra ubicado en el Edificio Ciro Molina Garcés del Campus principal.